# San Rafael (Nouveau-Mexique)
Pour les articles homonymes, voir San Rafael.
San Rafael est une census-designated place située dans le comté de Cibola, dans l’État du Nouveau-Mexique, aux États-Unis. Sa population s’élevait à 933 habitants lors du recensement de 2010.

## Source
- (en) Cet article est partiellement ou en totalité issu de l’article de Wikipédia en anglais intitulé « San Rafael, New Mexico » (voir la liste des auteurs).